# Baptiste Chapellan
Baptiste Chapellan (Lesparre-Médoc, 27 juli 1987) is een golfprofessional uit de Médoc. 

## Amateur
Als amateur speelde hij handicap +4. In 2007 verloor hij van John Parry in de finale van het Spaans Amateur Kampioenschap. 

## Professional
In 2009 werd hij professional en begon dat jaar op de Alps Tour waar hij acht top-10 plaatsen behaalde inclusief een overwinning in Dijon, op de 4de plaats van de Order of Merit eindigde, Rookie van het Jaar werd en naar de Europese Challenge Tour promoveerde. Daar was zijn beste resultaat een 3de plaats bij de Telenet Trophy in 2011. Eind 2011 stond hij even in de top-800 van de wereldranglijst.

### Gewonnen

#### Alps Tour
- 2009: Masters 26 Dijon-Bourgogne